# Oregon Route 221
Az Oregon Route 221 (OR-221) egy oregoni állami országút, amely észak–déli irányban Salemtől a 18-as és 233-as utak közös szakaszának daytoni csomópontjáig halad.
A szakasz Salem–Dayton Highway No. 150 néven is ismert.

## Leírás
A pálya Salemben, a 22-es út Willamette-folyónál lévő, a Riverfront City Parkkal szemközti lehajtójánál kezdődik. Az úton egy kilométeren belül balkéz felől két nagyobb elágazás is található, az első Nyugat-Salembe, a második pedig Chapman Corner településre vezet. Brush College és Salemtownie városrészek mentén elhaladva az út észak felé fordul, majd hosszan a Willamette-folyó nyugati partján halad. A kilencedik kilométernél eléri Lincoln közösségét, utána pedig néhány kanyart követően eltávolodik a folyótól, később pedig a 153-as út elágazása következik, ahol Amitybe és Bellevue-ba lehet eljutni. A szakasz innentől hosszasan észak felé haladva átszeli Unionvale-t, majd északnyugat felé fordulva Daytonba érkezik. Itt a 233-as úton át vissza lehet térni Amitybe, illetve tovább lehet haladni a 99W-n. Az út végül becsatlakozik a 18-as és 233-as utak fonódó, McMinnville és Newberg felé futó szakaszába.